# 백은로
백은로(Baegeun-ro)는 경기도 양주시 백석읍에서 양주시 은현면 은현교차로를 잇는 도로이다

## 주요 경유지
경기도
- 양주시 (백석읍 . 광적면 . 은현면)

## 노선
| 이름           | 접속 노선                        | 소재지 | 소재지 | 비고 |
| -------------- | -------------------------------- | ------ | ------ | ---- |
| (이름없음)     | 국가지원지방도 제37호선 (권율로) | 양주시 | 백석읍 |      |
| 능내교         |                                  | 양주시 | 백석읍 |      |
| 능안 교차로    | 지방도 제360호선 (부흥로)        | 양주시 | 광적면 |      |
| 세낭골 교차로  | 그루고개로                       | 양주시 | 광적면 |      |
| 대모시1 교차로 | 그루고개로                       | 양주시 | 광적면 |      |
| 대모시2 교차로 | 그루고개221번길                  | 양주시 | 광적면 |      |
| 도하1교        |                                  | 양주시 | 은현면 |      |
| 도하 1교차로   |                                  | 양주시 | 은현면 |      |
| 도하2 교차로   |                                  | 양주시 | 은현면 |      |
| 도하2교        |                                  | 양주시 | 은현면 |      |
| 운암교         |                                  | 양주시 | 은현면 |      |
| 운암 교차로    | 화합로788번길                    | 양주시 | 은현면 |      |
| 은현 교차로    | 국가지원지방도 제56호선 (화합로) | 양주시 | 은현면 |      |

## 주요 시설및 건물
- 양주우리병원 (백은로 261/가납리 399-8)